# Исторически център (Одеса)
Историческият център на Одеса е най-старият квартал на черноморския град, от който започва по-нататъшното му политическо, икономическо, културно и градоустройствено развитие.

## Архитектурна история
Няколко века преди новата ера древните гърци основават селищна колония с пристанище. Векове по-късно тук възниква славянско селище, като в следващите столетия контролът над тази територия често преминава от едни ръце в други. Турско татарският командир Бек-Хаджи построява укрепление на мястото на съвременна Одеса, което е наричано Хаджибей. Това укрепление, както и едноименното селище, съществуват тук до 1795 г. Според Яшкия мирен договор от 1791 г. крепостта е преотстъпена на Руската империя. От 1794 г. близо до крепостта, под ръководството на А. Суворов и адмирал И. Дерибас, започва изграждането на модерен пристанищен град от средиземноморски тип, който през 1795 г. е наречен Одеса. В чест на адмирал Дерибас главната улица на града е наречена Дерибасовская. През 1881 г. за генерал-губернатор на Новорусия със седалище Одеса е назначен Александър Дондуков-Корсаков.

### XIX и началото на XX век
През размирните 1917 – 1921 г. властта и контрола над града непрекъснато се променя. През 20-те и 30-те години са унищожени редица религиозни сгради. Появява се Паметник на свободния труд, а Паметника на основателите на града е разрушен.

### 1930 – 1950 г.
През съветския период в архитектурата на града се появяват както конструктивни, така и деструктивни явления. Стилът от онова време се нарича съветски класицизъм, който се характеризира с ясна йерархия на жанровете. През 1941 – 1944 г. по време на немско румънската окупация градът е разграбен. През 1955 г. е издаден указ за премахване на архитектурните излишъци.

### Независима Украйна
В началото на 90-те години на ХХ век улиците на града получават обратно историческите си имена. През 2012 г. е разрушен паметникът на Ленин на полето Куликово. След 2020 година и особено след руската атака срещу Украйна, украинските градове започват да се освобождават не само от съветски паметници и имена, но и от паметниците, свързани с Русия. В края на 2022 г. с решение на депутатите от Общинския съвет на Одеса са демонтирани паметникът на основателите на Одеса и паметникът на Александър Суворов.

## Архитектура
- Забележителни сгради и паметници на историческия център
- Къщата на Русов
- Домът-стена
- Оперно-балетен театър
- Дворецът Потоцки
- Пасажа
- Потьомкинско стълбище от изток
- Двореца на Шаха
- Филхармонията
- Преображенската катедрала

### Паметници
В Историческия център на града са паметниците на Михаил Воронцов, Александър Пушкин и Арман Жан дю Плеси дьо Ришельо.

### Граници на територията
- Основни – улиците Торговия, Садовая, Преображенская, Жуковски, Полски спуск, допълнително и територията на пристанището. Има над 40 сгради със статут на защитена територия.
- Съседни – Старопортофранковская, Пантелеймоновская, Канатная, Маразлиевская

## Запазване на ансамбъла
Проблемът със запазването на ансамбъла в историческия център на Одеса е много остър, поради което е подадено заявление до ЮНЕСКО за присъждане на центъра на Одеса на статут на обект на световното наследство. Това заявление е одобрено през 2023 г.

## Одески градски песни
- На Дерибасовской открылася пивная („Отворена е кръчма на Дерибасовская“)
- Женитьба в доме Шнеерзона („В къщата на Шнеерсон е ужасно шумно“)
- Как на Дерибасовской, угол Ришельевской
- Одесский порт („Одеско пристанище“)
- Прогулка по Одессе („Разходка в Одеса“)